# Верхньобілківська сільська рада
Верхньобілківська сільська рада — орган місцевого самоврядування у Пустомитівському районі Львівської області з адміністративним центром у с. Верхня Білка.

## Загальні відомості
Історична дата утворення: в 1946 році. Водоймища на території, підпорядкованій даній раді: річка Білка.

## Населені пункти
Сільраді підпорядковані населені пункти:
- с. Верхня Білка
- с. Нижня Білка
- с. Сухоріччя

## Склад ради
- Сільський голова: Свистович Богдан Ігорович
- Секретар сільської ради:
- Загальний склад ради: 18

### Керівний склад ради
| ПІБ                       | Основні відомості                                                 | Дата обрання | Дата звільнення |
| ------------------------- | ----------------------------------------------------------------- | ------------ | --------------- |
| Парубій Ігор Леонідович   | Сільський голова, 1963 року народження, освіта, безпартійний      | 26.03.2006   | 31.10.2010      |
| Свистович Богдан Ігорович | Сільський голова, 1988 року народження, освіта вища, безпартійний | 31.10.2010   |                 |

Примітка: таблиця складена за даними джерела

### Депутати
Результати місцевих виборів 2010 року за даними ЦВК:
| № зп | № округу | Прізвище, ім'я, по батькові     | Дата визнання обраним | Відомості про обраного депутата                                                                            |
| ---- | -------- | ------------------------------- | --------------------- | --- |
| 1    | 1        | Павук Тарас Іванович            | 02.11.2010            | Освіта середня, позапартійний, тимчасово не працює                                                         |
| 2    | 2        | Походай Олег Ілларіонович       | 02.11.2010            | Освіта вища, позапартійний, Підберізцівська загальноосвітня школа, вчитель фізичної культури               |
| 3    | 3        | Свистович Ігор Михайлович       | 02.11.2010            | Освіта вища, позапартійний, МВС у Львівській обл., начальник Золочівського ВРЕР                            |
| 4    | 4        | Ролько Олег Вікторович          | 02.11.2010            | Освіта вища, позапартійний, дитячо-юнацька спортивна школа «Тризуб», тренер                                |
| 5    | 5        | Дявіл Наталія Романівна         | 14.03.2011            | Освіта вища, позапартійна, тимчасово не працює                                                             |
| 6    | 6        | Моса Ярослав Богданович         | 20.06.2011            | Освіта вища, позапартійний, тимчасово не працює                                                            |
| 7    | 7        | Кравчик Роман Романович         | 02.11.2010            | Освіта вища, позапартійний, Львівський національний університет внутрішніх справ, юрист                    |
| 8    | 8        | Метко Марія Ярославівна         | 02.11.2010            | Освіта вища, позапартійна, Верхньобілківська загальноосвітня школа, вчитель української мови та літератури |
| 9    | 9        | Берко Роман Йосифович           | 02.11.2010            | Освіта середня, позапартійний, ДП «Хліб України» Львівський комбінат хлібопродуктів, водій                 |
| 10   | 10       | Парубій Роман Ігорович          | 02.11.2010            | Освіта вища, позапартійний, тимчасово не працює                                                            |
| 11   | 11       | Саковець Борис Петрович         | 02.11.2010            | Освіта незакінчена вища, позапартійний, ЗАТ «Галвинпрод», юрист                                            |
| 12   | 12       | Бурак Роман Ярославович         | 02.11.2010            | Освіта вища, позапартійний, ПП Бурак О. Я., водій маршрутного таксі                                        |
| 13   | 13       | Якимович Мар'ян Стефанович      | 02.11.2010            | Освіта вища, позапартійний, ФОП Якимович М.С, підприємець                                                  |
| 14   | 14       | Грудень Андрій Богданович       | 02.11.2010            | Освіта вища, позапартійний, ПП «Безпека -плюс», електромонтер                                              |
| 15   | 15       | Брилінський Петро Володимирович | 02.11.2010            | Освіта середня, позапартійний, ПП Брилінський П. В., підприємець                                           |
| 16   | 16       | Мартиняк Олена Яківна           | 02.11.2010            | Освіта вища, позапартійна, тимчасово не працює                                                             |
| 17   | 17       | Щирба Павло Володимирович       | 02.11.2010            | Освіта середня, позапартійний, Львівтеплокомуненерго, робочий                                              |
| 18   | 18       | Мельник Андрій Степанович       | 02.11.2010            | Освіта середня, позапартійний, тимчасово не працює                                                         |